# Ettrick (zatoka)
Zatoka Ettrick (ang. Ettrick Bay) – niewielka zatoka w zachodniej części wyspy Bute w szkockim regionie Argyll and Bute. Ettrick znana jest z piaszczystej plaży o długości około 1,7 km i szerokości od 0 do 500 m (w zależności od pływów). Najbliższym miastem jest Rothesay.
Nieco w głębi lądu znajduje się formacja ośmiu kamieni zwana Ettrick Bay Stone Circle. Na południe od zatoki można napotkać rzadkie gatunki ptaków wodnych. Na północnym krańcu Ettrick znajduje się restauracja Ettrick Bay Tearoom.
W latach 1902–36 Ettrick połączona byłą z Rothesay oraz Port Bannatyne elektryczną linią tramwajową.

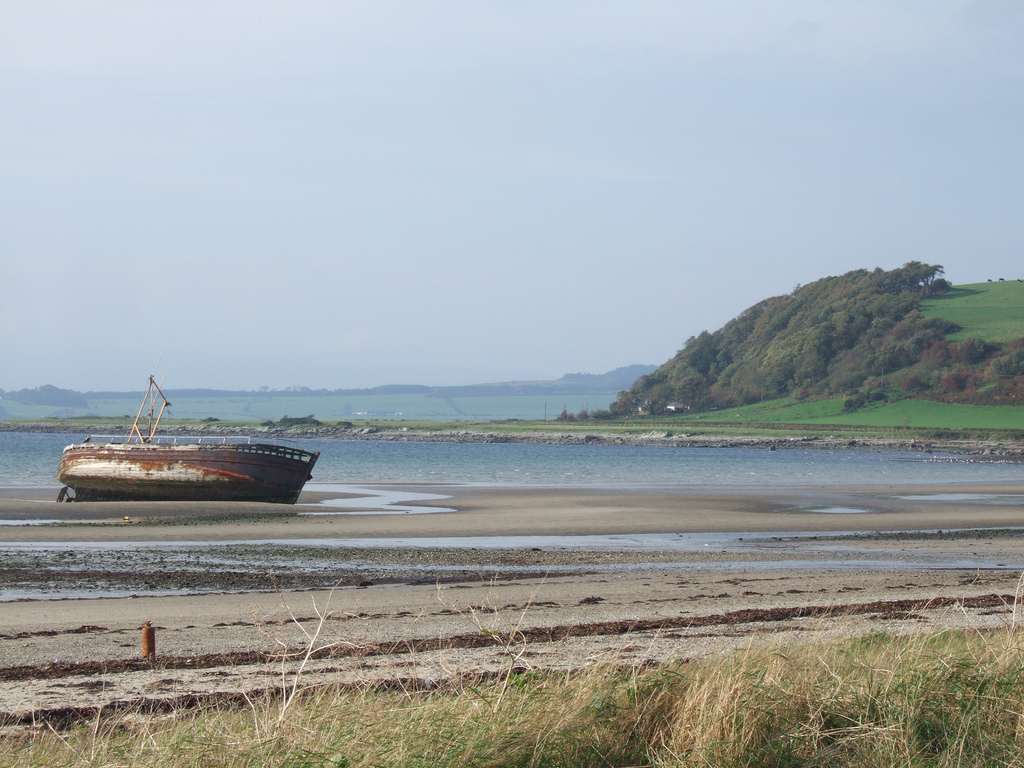
Wrak w Ettrick przed rozebraniem

Dodatkową atrakcję zatoki stanowił znajdujący się w płytkiej wodzie wrak statku. Uszkodzony jednak przez sztorm w noc sylwestrową w 2006 na 2007 rok, został ostatecznie rozebrany.

## Rzeki
Główne rzeki w zlewisku Ettrick Bay to Glenmore Burn, Ettrick Burn, Drumachloy Burn i St Colmac Burn.